# Vuurtoren van Guard Island
De Guard Island Light is een vuurtoren op een klein eiland in de Clarence Strait in het zuidoosten van Alaska.
Er werd in de zomer van 1903 begonnen met de bouw van de eerste vuurtoren. Deze was afgewerkt in september 1904. De toren werd in 1924 opnieuw gebouwd nadat deze schade had opgelopen door het constante slechte weer.